# Moings
Moings là một xã ở tỉnh Charente-Maritime thuộc vùng Nouvelle-Aquitaine tây nam nước Pháp.

## Dân số
| Năm  | Dân số | Density | Percent of the canton |
| ---- | ------ | ------- | --------------------- |
| 1962 | 191    | -       | -                     |
| 1968 | 225    | -       | -                     |
| 1975 | 211    | -       | -                     |
| 1982 | 203    | -       | -                     |
| 1990 | 186    | -       | -                     |
| 1999 | 176    | 23/km²  | 1.76%                 |

- Communes of the Charente-Maritime département